# Ô Quý Hồ
Ô Quý Hồ là một phường thuộc thị xã Sa Pa, tỉnh Lào Cai, Việt Nam.

## Địa lý

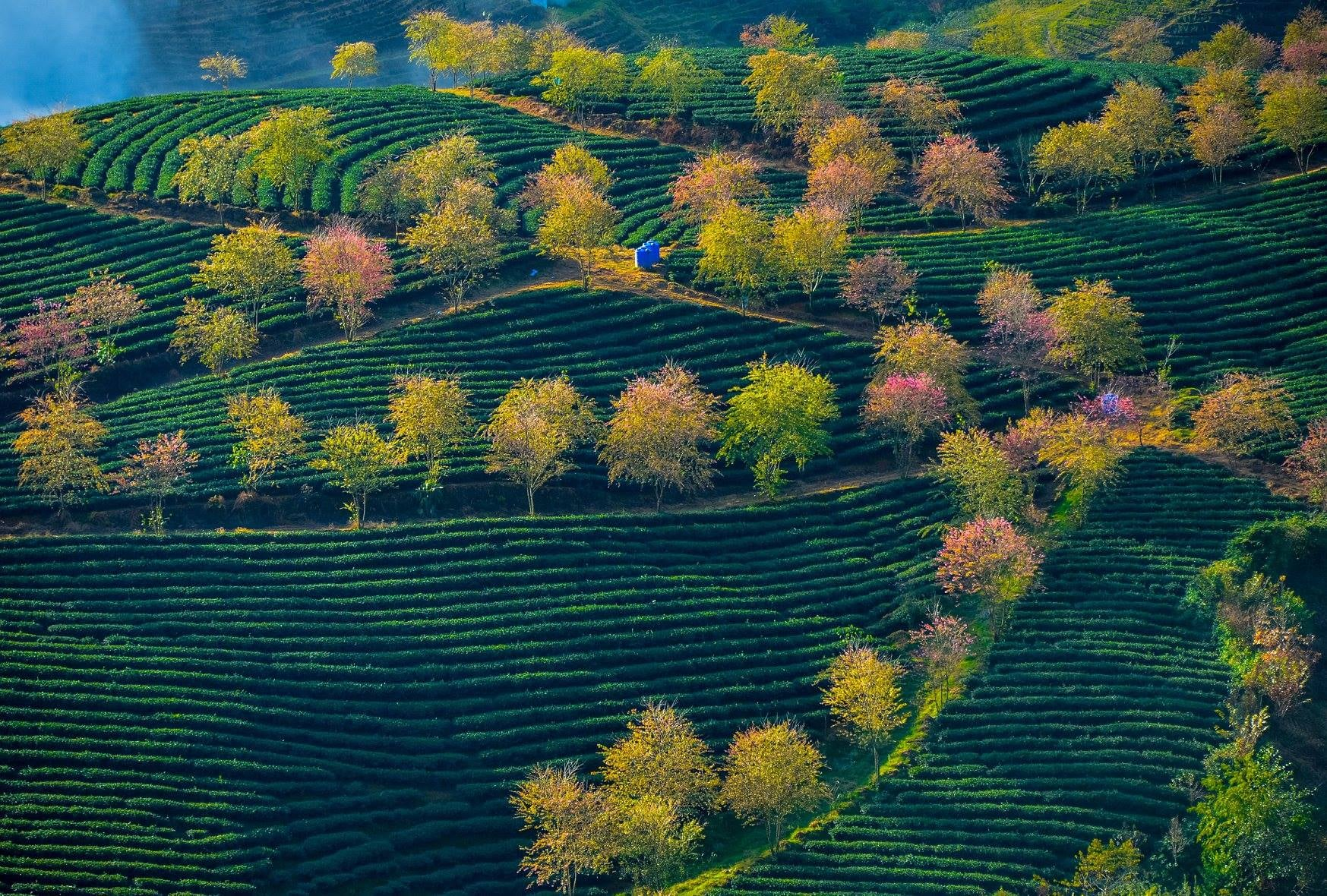
Đồi chè Ô Quý Hồ

Phường Ô Quý Hồ nằm ở phần phía tây trung tâm thị xã Sa Pa, có vị trí địa lý:
- Phía đông giáp phường Phan Si Păng và xã Tả Phìn
- Phía tây giáp tỉnh Lai Châu
- Phía nam giáp xã Hoàng Liên
- Phía bắc giáp xã Ngũ Chỉ Sơn.

Phường có diện tích 15,19 km², dân số năm 2018 là 5.033 người, mật độ dân số đạt 331 người/km².

## Hành chính
Phường Ô Quý Hồ được chia thành 3 tổ dân phố: 1, 2, 3.

## Lịch sử
Phường Ô Quý Hồ được thành lập vào ngày 1 tháng 1 năm 2020 trên cơ sở điều chỉnh 7,41 km² diện tích tự nhiên, 4.279 người của thị trấn Sa Pa và 7,78 km² diện tích tự nhiên, 754 người của xã San Sả Hồ.